# Empire biscuit

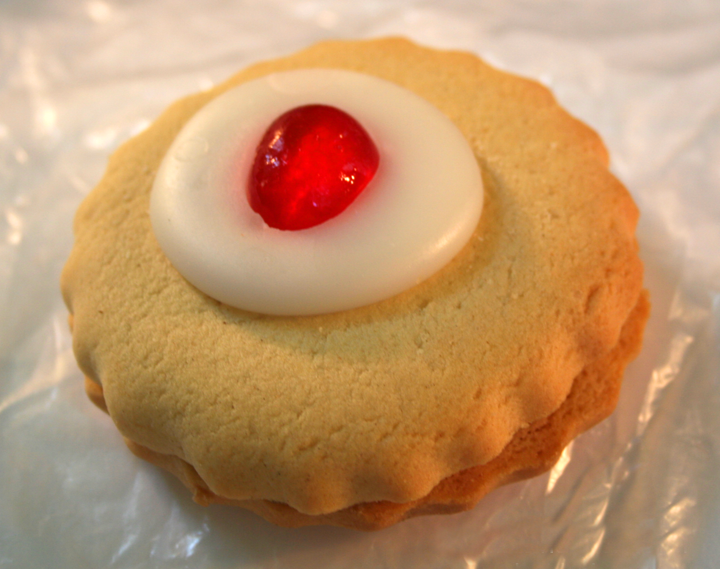
Empire biscuit

Empire biscuit – rodzaj ciastka wywodzący się ze Szkocji, w postaci dwóch okrągłych ciastek typu shortbread przełożonych warstwą dżemu, pokrytych lukrem i zwieńczonych kandyzowaną czereśnią.
Pierwotnie ciastko znane było jako Linzer biscuit („ciastko linckie”), a następnie German biscuit („ciastko niemieckie”). Wraz z wybuchem I wojny światowej ta ostatnia nazwa, ze względu na negatywne konotacje, ustąpiła empire biscuit („ciastko imperialne”). Inną spotykaną nazwą jest Belgian biscuit („ciastko belgijskie”).